# Секутићи
У сталној дентицији постоји осам секутића, по четири у сваком денталном луку. То су први и други зуб од медијалне линије (средње линије лица) у сва четири квадранта и са очњацима чине групу тзв. предњих зуба (лат. dentes anteriores s. intercanini). Класи секутића припадају:
- први горњи секутић;
- други горњи секутић;
- први доњи секутић;
- други доњи секутић (лат. dens incisivus secundus s. lateralis inferior dexter et sinister).

Ови зуби обично имају један корен са мезијалним и палатиналним нагибом, спљоштен у мезиодисталном правцу. Горњи секутићи имају веће круне у односу на њихове опоненте и горњи централни секутић има највећу круну, а величина затим прогресивно опада до доњег централног секутића (који је уједно и најмањи зуб људске дентиције). Сви имају правилан знак угла и лука, са изузетком првог доњег секутића.
Вестибуларне и оралне површине ових зуба имају облик трапеза са базом у пределу сечивног гребена, а бочне стране (мезијална и дистална) облик троугла са базом у вратном делу.
Код већине људи са природним зубиком у положају максималне интеркуспације (однос денталних лукова који се карактерише највећим могућим бројем оклузалних контаката) сечивне ивице горњих предњих зуба преклапају сечивне ивице доњих предњих зуба. Овакав однос се назива нормалан преклоп. Размак између сечивних ивица зуба по вертикали назива се вертикални преклоп и износи око 2,5mm, а код предњих зуба јавља се и благ хоризонтални преклоп.
Код особа са еугнатим односом вилица (I скелетна класа) осовине горњих и доњих секутића заклапају међусобни угао од 130-135º.

## Атрибути класе
Постоји пет карактеристичних обележја по којима се класа секутића разликује од осталих класа зуба.
- инцизална ивица им је равна и разликује се од оклузалних површина бочних зуба, где је присутна једна или више квржица.
- на сечивном гребену новоизниклих секутића налате се тзв. кумулуси (овалне екстензије глеђи) и обично их има три. Они се временом губе, када секутићи успоставе активну оклузију, међутим могу и да се задрже у случају нефункционалне оклузије. Кумулуси су раздвојени плитким браздама и понекад су ирегуларни по облику, броју, изражености и сл.
- положај и нагиб маргиналних гребенова се битно разликује у односу на бочне зубе. Код класе секутића они чине мезијалну и дисталну границу лингвалне, а код бочних зуба оклузалне површине. Такође, маргинални гребенови бочних зуба су постављени под правим углом у односу на уздужну осовину зуба, а код секутића они су готово паралелни са осом зуба.
- на оралној површини секутића налази се једна пространа лингвална јама, за разлику од очњака који има две јаме или бочних зуба који имају више јамица на гризној површини.
- цингулум је присутан само код предњих зуба. То је конвексни (испупчени) део оралне површине зуба у средњој и вратној трећини и боље је изражен код очњака.

## Функција
Секутићи, као класа имају три главне функције: мастикација, фонетика и естетика. Они представљају „сечиво“ дентиције, односно учествују у процесу сечења и резања хране на прикладне комаде, погодне за даљу обраду (жвакање) на гризним површинама премолара и молара. При томе горњи секутићи функционишу као фиксно, а доњи као покретно сечиво дентиције. Они учествују и у изговору неких сугласника: лабиоденталних (ф, в), денталних (т, д) и лингводенталних (с, ц, з). Такође, својим обликом, бојом, пропорцијама и распоредом они утичу на изглед (лепоту) осмеха.